# Обикновена хидра
Обикновената хидра (Hydra vulgaris) е широко разпространена в България в застояли или много бавно течащи води, богати на растителност. Тя стои обикновено прилепена към растенията, близо до водната повърхност. Понякога се заселва и върху бавно подвижни обекти – черупки на охлюви или къщички на насекомни ларви.

## Устройство
Тялото ѝ е повече или по-малко цилиндрично. Долният край е превърнат в прикрепителен диск, с който хидрата временно се прилепва към предметите. В горния край са разположени пипалата, между основата на които е устата. Пипалата са дълги, тънки, с голяма възможност за свиване и разпускане. Стените на тялото са съставени от за два пласта клетки: външен – ектодермален, и вътрешен – ендодермален. Между тях разположена тънка безструктурна мембрана. По цялото тяло, но най-вече по пипалата, са разпръснати копривни клетки. Това са клетки с голяма вакуола, в която има силно парлива и парализираща течност с навита в нея нишка. При дразнене клетката се пука, нишката се изхвърля и обвива или пробожда нападателя. Парализиращата течност действа мигновено върху живите организми.

## Хранене
Хидрата се храни с дребни живи организми – рачета и други, които улавя и поднася към устата с пипалата си.

## Регенерация
Хидрата има силни регенерационни възможности. Могат да възстановят и най-малките частици от тялото си.

## Размножаване
Хидрата се размножава чрез пъпкуване и по полов път. При пъпкуването новите индивиди се развиват като пъпка върху тялото, нарастват, появяват се зачатъци на пипала и новият индивид се откъсва от тялото на майката.
При полово размножаване най-напред започва образуването на половите продукти. На определени места по тялото се появяват подутини с различна форма. Едни са с почти правилна полусферична форма – подутини, в които се образуват яйца, а други са по-заострени – в тях се образуват сперматозоиди. След оплождането от яйцето се развива нова хидра.